# Viana regina
Viana regina es una especie de molusco gasterópodo endémico de la provincia de Pinar del Río en abundancia desde la Sierra del Rosario hasta Guane (Cuba). Se le denomina calcifolio debido a su hábito de vivir pegado a los paredones de mogotes y rocas, se alimenta de hongos de las rocas.